# Marisa Bellisario
Maria Isabella Bellisario, nommée Marisa née le 9 juillet 1935 à Ceva et morte le 4 août 1988 à Turin, est une dirigeante d'entreprise italienne.

## Biographie
Son père est un apulien de Gioia del Colle et sa mère originaire de la ville de Ligurie d' Altare. Elle effectue des études de comptabilité, et obtient un diplôme en économie en 1959 à l'université de Turin. Elle se rend ensuite à Milan et est embauchée dans la division électronique d'Olivetti, en tant que programmeuse sur le châssis principal de l'Olivetti, Elea 9003 (processeur arithmétique électronique), le premier ordinateur entièrement conçu et produit en Italie. Elle est chargée ensuite de répondre aux demandes commerciales.
En 1963 elle participe à la fusion d'Olivetti avec Bull, et l'année suivante elle assiste à la vente de la division électronique d'Olivetti à General Electric, qui opère avec le nom GEISI ( General Electric Information Systems Italia ) passant à la planification des produits. En 1970, General Electric vend GEISI au géant de l'automatisation Honeywell et GEISI devient HISI ( Honeywell Information Systems Italia ).
En 1969, elle épouse Lionello Cantoni, professeur au département d'informatique de l'Université de Turin et directeur informatique d'Olivetti et, par la suite, de FIAT Auto. Le couple n'a pas d'enfants.
Elle revient chez Olivetti en 1971, rappelée par le PDG de l'époque Ottorino Beltrami pour occuper le poste de responsable de la gestion de la planification opérationnelle.
Avec l'arrivée de Carlo De Benedetti comme nouvel actionnaire de référence d'Olivetti, en avril 1978, les fonctions de Bellisario changent à nouveau et en janvier 1979 elle devient présidente de la «Olivetti Corporation of America» ,réorganisant en peu de temps le budget.
En 1980, elle rejoint le Parti socialiste italien, au sein duquel elle devient membre de l'Assemblée nationale.
En 1981, elle rentre en Italie pour prendre la direction d' Italtel, grand groupe industriel paraétatique de 30 entreprises électromécaniques d'une trentaine de milliers d'employés, alors à restructurer. Le groupe facture 503 milliards de lires par an, perdant 2.327. Le plan qu'elle propose prévoit le lancement de nouveaux projets et le remplacement de la direction. Le groupe qu'elle dirige porte son chiffre d'affaires à 1 300 milliards de lires, produisant également un excédent. Pour ce travail, elle obtient l'accord des syndicats, qui avaient auparavant critiqué son plan de restructuration.
Elle croit à la méritocratie et à la hiérarchie du mérite et aurait été victime de sexisme lorsque le groupe FIAT refuse de la nommer PDG de Telit, une entreprise qui devait naître de la fusion de Italtel et Telettra pour devenir une entreprise italienne de référence dans le secteur des télécommunications.
En 1984, elle rejoint la Commission nationale pour la réalisation de l'égalité entre les hommes et les femmes, créée par le Premier ministre Bettino Craxi, en tant que présidente de la section des nouvelles technologies. La même année, le magazine Capital lui consacre une couverture. En 1987, elle est reconduite dans ses fonctions de PDG d'Italtel pour trois ans. La restructuration de l'entreprise se confronte à la perspective de construire un marché européen des télécommunications, basé sur des accords entre grandes entreprises du secteur ; dans le même temps, Italtel renforce ses relations avec les entreprises américaines en 1987  avec l'accord de coopération technologique et marketing avec Apple et l'accord avec Bell Atlantic.
Malgré une maladie incurrable (cancer des os) qui conduit lentement à sa mort, elle continue de travailler, même à distance, jusqu'à sa mort,. Elle meurt à l'âge de 53 ans dans sa villa turinoise sur la colline de Superga. Après les funérailles, célébrées par une cérémonie civile, elle est inhumée au cimetière de Ceva.

## Image
Marisa Bellisario est une femme très admirée pour sa beauté et ses coiffures extravagantes et aux États-Unis on l'appelait affectueusement The Legs, pour ses belles jambes. Elle est appelée ironiquement «la dame avec une moustache» pour ses compétences managériales.

## Remerciements posthumes
La Fondation Marisa Bellisario fondée par la présidente et ancienne députée Lella Golfo,  décerne le prix du même nom chaque année aux femmes qui se sont distinguées dans la profession, la gestion, la science, et l'économie. Elle est  parfois qualifiée de femme manager la plus célèbre d'Italie. Le quartier Italtel de Carini porte le nom de Marisa Bellisario, ainsi que, depuis 1993/94, l'école secondaire d'Inzago (MI).Un épisode des films documentaires du programme Illuminate, narré par Violante Placido, lui est dédié.

## Archive
La documentation produite par Marisa Bellisario pendant la période où elle est PDG d'Italtel Sit (1981-1988) est conservée dans les archives du fond Italtel de la Fondation ISEC (Institut pour l'histoire de l'époque contemporaine), tandis que la documentation produite à Olivetti est conservée dans la collection Olivetti  à l'Association nationale du cinéma d'entreprise.